# Stephen Farrell
Stephen Michael Farrell (* 18. Juni 1965 in Stoke-on-Trent) ist ein ehemaliger britischer Radrennfahrer.

## Sportliche Laufbahn
Farrel war Straßenradsportler und Teilnehmer der Olympischen Sommerspiele 1992 in Barcelona. Im Mannschaftszeitfahren kam das britische Team mit Gary Dighton, Stephen Farrell, Matt Illingworth und Peter Longbottom auf den 14. Rang.
1987, 1989, 1990 und 1991 gewann er das traditionsreiche Eintagesrennen Archer Grand Prix, 1990 den Grand Prix of Essex.
Die Star Trophy Road Series, eine Jahreswertung für die besten britischen Straßenfahrer, gewann er 1990 vor Simeon Hempsell und 1991 vor Paul Curran. In der Tour of the Cotswolds war er 1991 erfolgreich. 1993 holte er einen Etappensieg in der Rapport Toer. Dazu kamen in seiner Karriere zahlreiche Siege in britischen Straßenrennen. 1989 wurde er beim Sieg von David Cooke Dritter der nationalen Meisterschaft im Straßenrennen. 1994 wurde er Zweiter im Etappenrennen An Post Ras hinter Declan Lonergan. 1991 startete er bei den UCI-Straßen-Weltmeisterschaften und wurde 88. im Einzelrennen.